# Amblycorypha oblongifolia
Amblycorypha oblongifolia is een rechtvleugelig insect uit de familie sabelsprinkhanen (Tettigoniidae). De wetenschappelijke naam van deze soort is voor het eerst geldig gepubliceerd in 1773 door De Geer.